# П'ятницьке (Бєлгородська область)
П'я́тницьке (рос. Пятницкое) — селище міського типу у Волоконовському районі Бєлгородської області, Росія.
Населення селища становить 4 616 осіб (2008; 4 793 в 2002).

## Географія
Селище розташоване на лівому березі річки Оскіл, лівій притоці Сіверського Дінця), за 17 км від кордону з Україною.

## Історія
На початок XX століття було селом. Назву отримало від П'ятницької церкви. В 1889 році В. Н. Шабельським поблизу була утворена жіноча Николо-Тихвінська община, в 1899 році перетворена в жіночий монастир. Зараз в його будівлі знаходиться школа-інтернат. Статус смт П'ятницьке отримало в 1971 році.

## Економіка
В селищі працюють цукровий завод з ТЕЦ, молочноконсервний комбінат, асфальтний та цегляний заводи, АТП, свиноферма, птахофабрика.

## Видатні місця
- Пам'ятник воїнам-визволителям
- Братська могила радянських воїнів